# حرب المدارس الثانية

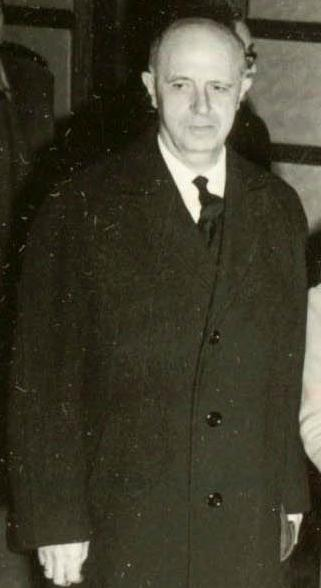
بيير هارميل، وزير التعليم الذي أشعلت إصلاحاته المثيرة للجدل "الحرب".

حرب المدارس الثانية هي أزمة سياسية شهدتها بلجيكا فيما يتعلق بمسألة الدين في التعليم. بدأت هذه الحرب في عام 1950، وانتهت عام 1959 بعقد اتفاق بين الأطراف المتصارعة، وهو الاتفاق المعروف باسم معاهدة المدارس، والذي أوضح دور الدين في الدولة. وسبقت هذه الحرب أزمة أخرى حول الموضوع نفسه في القرن التاسع عشر، وهي الأزمة المعروفة بحرب المدارس الأولى.

## الأزمة
بعد الفوز في انتخابات عام 1950، اعتلت حكومة الحزب الاجتماعي المسيحي (PSC-CVP) (برئاسة جوزيف فولين) الحكم في بلجيكا. ورفع وزير التعليم الجديد في هذه الحكومة، وهو بيير هارميل أجور المدرسين في المدارس (الكاثوليكية) الخاصة، وطرح قوانين تربط بين المنح الحكومية المقدمة للمدارس الخاصة وعدد الطلاب فيها. ورأى الليبراليون والاشتراكيون أن هذه الإجراءات بمثابة «إعلان للحرب».
وعندما جلبت انتخابات عام 1954 تحالف الاشتراكيين والليبراليين إلى الحكم، بدأ وزير التعليم الجديد، ليو كولار، على الفور في إلغاء الإجراءات التي اتخذها الوزير السابق له. فأنشأ عددًا كبيرًا من المدارس العلمانية. ولم يسمح لأحد بالعمل كمدرس سوى مَن يحمل شهادة علمية، مُرغِمًا الكثير من القساوسة على ترك المهنة. وأسفرت هذه الإجراءات عن احتجاجات هائلة في الكتلة الكاثوليكية. وأخيرًا، توصلت الحكومة التالية (وهي حكومة أقلية كاثوليكية برئاسة جاستون إسكينز) إلى تسوية لهذه المشكلة. وانتهت «حرب المدارس» بعقد «معاهدة المدارس» في يوم 6 نوفمبر عام 1958.

## «معاهدة المدارس»
انتهت حرب المدارس، أخيرًا، بعقد «معاهدة المدارس». وبموجب هذه المعاهدة، صار بإمكان الآباء اختيار النظام الذي يفضلونه لأبنائهم. لكن ذلك لم ينل رضا أحد جماهيريًا، كما لم يرضِ الجانب الكاثوليكي أيضًا، وبخاصة الكاردينال فان روي.